# 8275 Inca
8275 Inca este o planetă minoră (asteroid), cu un diametru de 2,936 km, din centura de asteroizi. A fost descoperită pe 11 noiembrie 1990 la Observatorul European Austral de Eric Walter Elst și a fost numită după Inca civilization⁠(d). 
Obiectul prezintă o orbită caracterizată de o semiaxă mare de 2,1498983 UAi, o excentricitate de 0,09, o înclinație de 3,81802 ° în raport cu ecliptica.